# Plumbers Don't Wear Ties
Plumbers Don't Wear Ties is een MS-DOS-computerspel uit 1993 dat later ook uitgebracht werd op de 3DO, Playstation 4, Playstation 5, Xbox One en Xbox Series X. Het spel is een interactieve komedie/dating sim en wordt algemeen beschouwd als een van de slechtste computerspellen aller tijden.

## Verhaallijn
In het spel neemt de speler de rol aan van John, een loodgieter die door zijn moeder onder druk gezet wordt om een vriendin te vinden. Tegelijkertijd volgt de speler ook Jane, een sexy blondine die op weg is naar een sollicitatiegesprek. Ook zij wordt door haar vader onder druk gezet om een partner te vinden zodat hij kleinkinderen krijgt. John en Jane ontmoeten elkaar op een parkeerplaats bij het gebouw waar Jane haar sollicitatie heeft. John vindt Jane erg leuk maar is niet in staat haar te versieren. 
Tijdens het sollicitatiegesprek wordt Jane gevraagd om te strippen voor haar toekomstige baas Thrasher, een oudere man die zijn oog heeft laten vallen op Jane. Jane gaat hier niet mee akkoord en vlucht het gebouw uit. Hierna volgt een achtervolgingsscène waarbij John Jane te hulp schiet. Wanneer Jane, John en Thrasher elkaar eindelijk ontmoeten wil Thrasher Jane overhalen om seks met hem te hebben voor geld. Ze onderhandelen over de prijs maar John geeft aan van Jane te houden en dat hij hoopt dat ze voor hem zal kiezen. 

## Gameplay
Plumbers Don't Wear Ties is een interactief verhaal waarbij de speler video's en fotocollages te zien krijgt waarin het verhaal wordt verteld. De speler heeft hier geen invloed op maar kan wel keuzes maken en zodoende nieuwe verhaallijnen ontdekken. Wanneer de speler echter de verkeerde keuze maakt zal men uitgescholden worden door de voice-over die hen vervolgens de kans geeft om een andere keuze te maken. De enige interactie bestaat dan ook uit het selecteren van een verhaallijn waarna een collage van foto's zich afspeelt. 

## Recensies
Plumbers Don't Wear Ties wordt algemeen beschouwd als een van de slechtste videospellen aller tijden. Het spel wordt gezien als een softcore porno fotocollage met beroerd acteerwerk en onlogische verhaallijnen. Ook is er veel kritiek op het feit dat het spel zich presenteert als een interactieve film terwijl vrijwel het gehele spel bestaat uit fotocollages in plaats van videobeelden. Hoewel het spel eerst op MS-DOS uitkwam kreeg het vooral bekendheid door de 3DO versie van het spel. Omdat Plumbers Don't Wear Ties zo'n slecht spel was wordt het gezien als een van de hoofdredenen dat de 3DO flopte.
Het spel werd gerecenseerd door The Angry Video Game Nerd, wat veel aandacht gaf aan het obscure spel. 

## Cultstatus
Juist doordat "Plumbers Don't Wear Ties" zo slecht werd ontvangen, heeft het spel een cultstatus verworven onder gamers. Omdat de 3DO-console geen commercieel succes was, zijn de originele CD-ROMs van het spel zeldzaam en kunnen ze aanzienlijke bedragen opleveren. Om die reden heeft Limited Run Games, een bedrijf gespecialiseerd in het uitbrengen van minder bekende videogames, besloten een heruitgave te maken voor moderne spelcomputers zoals de Playstation 5 en Xbox Series X.

## Wetenswaardigheden
De rol van Jane in het spel wordt vertolkt door Jeanne Basone, een voormalig professioneel worstelaar bekend onder de naam Hollywood.